# Токарев, Михаил Владимирович
Михаил Владимирович Токарев (род. 17 июня 1955) — российский учёный, доктор физико-математических наук, профессор.

## Биография
Родился в 1955 г.
Работает в ОИЯИ (Объединённый институт ядерных исследований), начальник сектора Лаборатории физики высоких энергий. Также зав. кафедрой общей физики Государственного университета «Дубна».
Доктор физико-математических наук (1994, тема диссертации «Ковариантный подход в переменных светового конуса и применение его для описания процессов с участием дейтрона»).
Индекс Хирша — 74 (на 18.03.2019).

## Научные интересы
- Скейлинговые закономерности рождения адронов, прямых фотонов и струй в протон-протонных, протон-ядерных и ядро-ядерных взаимодействиях высоких энергий;
- Релятивистская ядерная физика, физика частиц, спиновая физика высоких энергий;
- Изучение самоподобия и фрактальности в рождении частиц и струй на ускорителях U70, ISR, SPS, Tevatron, RHIC, LHC.
- Кумулятивные процессы в протон-ядерных взаимодействиях;
- Теория z-скейлинга и принципы симметрии;
- Фазовые переходы в ядерной материи;
- Релятивистская структура дейтрона в кумулятивных и поляризационных процессах.

## Некоторые публикации
Автор более 200 научных работ и 3 учебно-методических пособий.
- Z-scaling from tens of GeV to TeV : pres. at the 7th Intern. workshop «Relativistic nuclear physics: from hundreds of MeV to TeV», Aug. 25-30, 2003, Stara Lesna, Slovac Rep. / M. V. Tokarev Дубна : Объед. ин-т ядер. исслед., 2003
- Z-скейлинг и рождение прямых фотонов в адрон-адронных взаимодействиях при высоких энергиях / М. В. Токарев 3 98-17/2884 Дубна : ОИЯИ, 1998
- Z-скейлинг и A-зависимость фрактальности прямого рождения фотонов в p-A-взаимодействиях / М. В. Токарев 3 98-17/2880 Дубна : ОИЯИ, 1998
- z-scaling of jet production at the tevatron / M. V. Tokarev, T. G. Dedovich 3 05-7/1705 Дубна : Объед. ин-т ядер. исслед., 2004
- Z-scaling in heavy ion collisions at the RHIC : presented at the Workshop «Relativistic nuclear physics: from hundreds of MeV to TeV», May 22-27, 2006, Modra-Harmonia, Slovakia / M. V. Tokarev 3 07-7/1594 Дубна : Объединённый ин-т ядерных исслед., 2006 (2007)
- z-scaling at the RHIC / M. V. Tokarev 3 05-7/1703 Дубна : Объед. ин-т ядер. исслед., 2004 (Издат. отд. ОИЯИ)
- Z-scaling and prompt photon production in hadron-hadron collisions at high energies / M. V. Tokarev 3 98-17/2884-X [Dubna], 1998.